# Triodia plurinervata
Triodia plurinervata är en gräsart som beskrevs av Nancy Tyson Burbidge. Triodia plurinervata ingår i släktet Triodia och familjen gräs. Inga underarter finns listade i Catalogue of Life.